# Indische platkopvis
De Indische platkopvis (Platycephalus indicus) is een straalvinnige vis uit de familie van de platkopvissen (Platycephalidae) en de orde van de schorpioenvisachtigen (Scorpaeniformes), die voorkomt in de Grote Oceaan, de Indische Oceaan en de Middellandse Zee.

## Beschrijving
Platycephalus indicus kan maximaal 100 centimeter lang en 3500 gram zwaar worden. Het lichaam van de vis heeft een aalachtige vorm. 
De vis heeft twee rugvinnen en één aarsvin. Er zijn negen stekels en dertien vinstralen in de rugvin en dertien vinstralen in de aarsvin.

## Voorkomen en leefwijze
Platycephalus indicus is een zout- en brakwatervis die voorkomt in gematigde wateren op een diepte van 20 tot 200 meter.
Het dieet van de vis bestaat hoofdzakelijk uit macrofauna en vis.

## Relatie tot de mens
Platycephalus indicus is voor de visserij van aanzienlijk commercieel belang. Bovendien wordt er op de vis gejaagd in de hengelsport. 
De soort staat niet op de Rode Lijst van de IUCN. 